# SBS funE
SBS funE (trước đây là UTV, E! và SBS E!) là một kênh truyền hình cáp và vệ tinh Hàn Quốc thuộc sở hữu của SBS.
Ra mắt với tên UTV vào 16 tháng 8 năm 2005, sau đó trở thành E! vào 1 tháng 1 năm 2009 sau thỏa thuận giữa SBS và Comcast vào 5 tháng 9 năm 2008. Sử dụng nhãn hiệu E! dưới chính sách của Comcast, chương trình bao gồm hầu hết các chương trình từ kênh E! Mỹ, nhưng cũng có các chương trình từ đối tác Hàn Quốc, cũng như của SBS. Số lượng chương trình của E! giảm xuống từ đó.
Kênh chính thức đổi tên thành SBS E! vào 1 tháng 11 năm 2011, chỉ giữ lại logo E! màu đỏ. Kênh đổi thành SBS funE vào 1 tháng 1 năm 2014, hoàn toàn loại bỏ thương hiệu Comcast.

## Logo

2009 ~ 2014